# Drapelul Thailandei

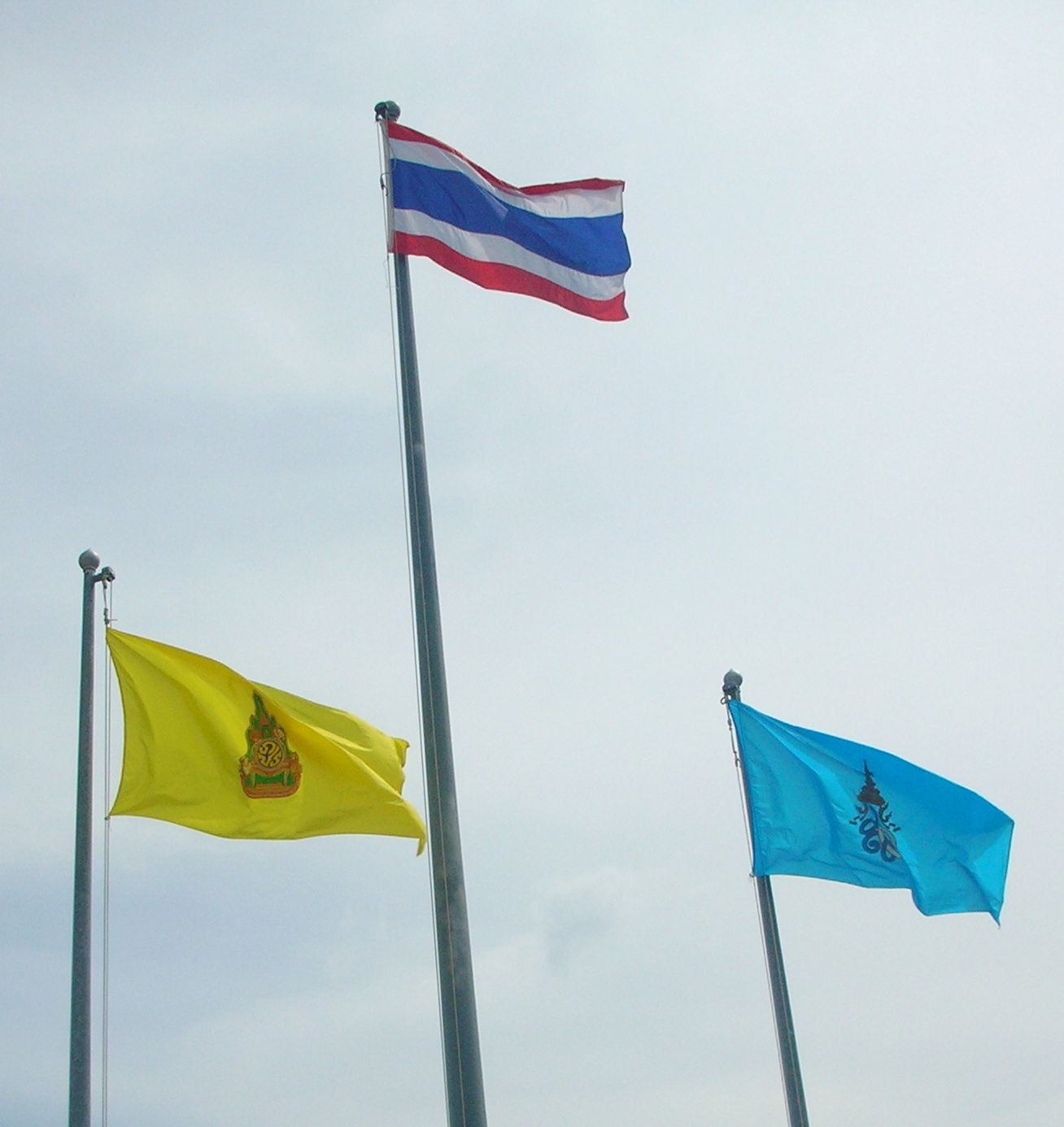
Drapeulul Regatului Thailandei este adesea arborat alături de cele două drapele regale ale Regelui și Reginei.

Drapelul național al Thailandei conține cinci benzi orizontale de culoare roșie, albă, albastră, albă și roșie, banda din centru fiind de două ori mai mare ca celelalte. Cele trei culori din steag reprezintă națiunea-religia-regele, un motto neoficial al Thailandei. Drapelul a fost adoptat pe 28 septembrie 1918 conform unui decret regal cu privire la drapel în acel an. Numele thailandez pentru drapel este ธงไตรรงค์ (Thong Trairong), ceea ce înseamnă pur și simplu drapel tricolor.